# جائزة موناكو الكبرى 1991
جائزة موناكو الكبرى 1991 هو سباق فورمولا 1 أقيم بتاريخ 12 مايو 1991 في حلبة موناكو، مونت كارلو. كان الرابع من أصل 16 في بطولة العالم لسباقات الفورمولا واحد موسم 1991. حلّ البرازيلي آيرتون سينا أولا بينما جاء البريطاني نايجل مانسيل في المركز الثاني وحصل على المركز الثالث الفرنسي جان إليزي.